# Helidipòsit

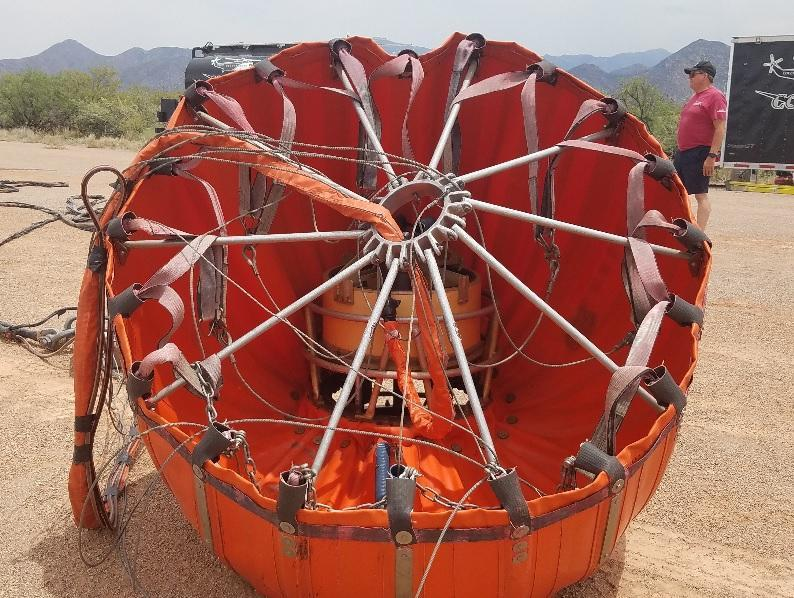
Helidipòsit de 3.000 litres

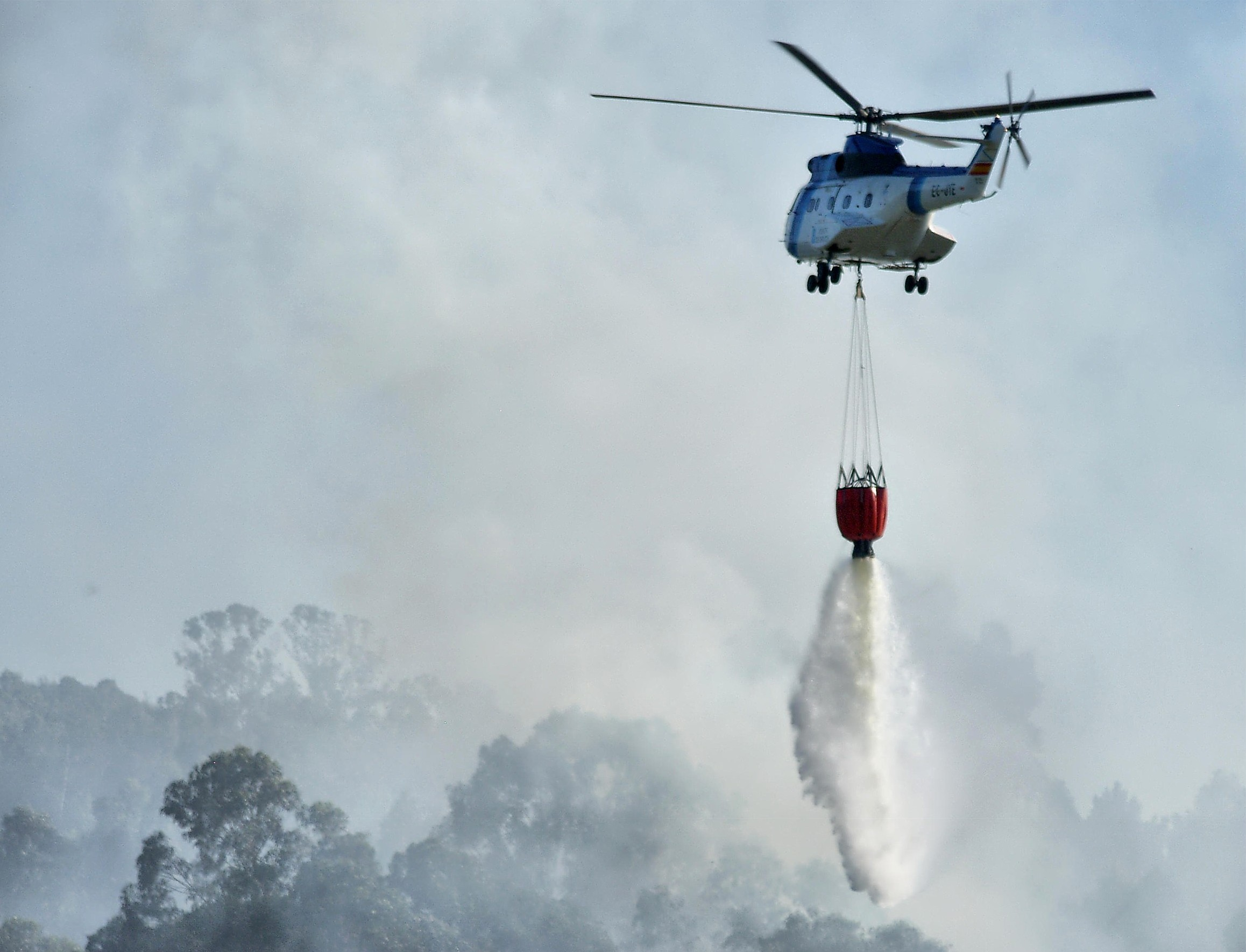
Descàrrega d'un helidipòsit

Un helidipòsit o bambi és un dipòsit plegable que se suspèn, mitjançant un cable de llargada variable, d'un helicòpter per a descarregar aigua per a l'extinció aèria d'incendis forestals. Està fabricat amb material impermeable d'alta resistència i disposa d'una vàlvula de descàrrega d'aigua i una armadura d'alumini que li dona forma. El pilot situa l'helidipòsit sobre l'incendi i activa el sistema elèctric de descàrrega des de l'interior de l'helicòpter. Els helidipòsits es poden carregar en punts d'aigua, naturals o artificials, cosa que permet als helicòpters no haver de tornar a la base a carregar, reduint així el temps de desplaçament i càrrega.
Els helidipòsits tenen, en funció del model, una capacitat entre 300 i 15.000 litres. La capacitat es pot regular gràcies a una corretja reguladora, que habitualment se situa al 80% de la capacitat, per a permetre a l'helicòpter un marge de potència per a aplicar en situacions d'emergència. En helicòpters grans (de tipus I), el cable o eslinga ha de ser més llarg, entre 10 i 20 metres, per tal de minimitzar els danys que pot ocasionar el rebuf d'aquests helicòpters en les operacions de càrrega i descàrrega. Tanmateix aquesta major llargada constitueix un element distorsionador en la punteria a l'hora d'efectuar la descàrrega.
Per a la càrrega de l'helidipòsit cal una fondària d'aigua suficient per a la seva introducció completa. Actualment existeixen dispositius amb bomba incorporada que permeten carregar amb una fondària de només 45 cm.
L'helidipòsit, en ser un element extern a l'helicòpter, precisa d'una cistella per al seu transport i de maniobra de desplegament per a posar-lo en funcionament.